# Simulation de vie
Une simulation de vie est un genre de jeu vidéo, plus précisément un sous-genre du jeu de simulation, dans lequel le joueur prend le contrôle de la vie d’un ou de plusieurs personnages, en influençant divers aspects de leur existence, tels que leur environnement, leurs interactions sociales et leurs activités quotidiennes.

## Liste chronologique
- 1986 : Alter Ego
- 1987 : Little Computer People
- 1991 : Jones in the Fast Lane
- 1995 : Princess Maker
- 1996 : Creatures
- 1996 : Harvest Moon
- 1997 : Princess Maker 2
- 1999 : Docking Station
- 2000 : Les Sims
- 2001 : Animal Crossing
- 2004 : Les Sims 2
- 2006 : Desperate Housewives : Le Jeu
- 2006 : Tamagotchi Connexion
- 2008 : Spore
- 2009 : Les Sims 3
- 2013 : Tomodachi Life
- 2014 : Les Sims 4
- 2024 : InZoi